# The Voyage (opera)

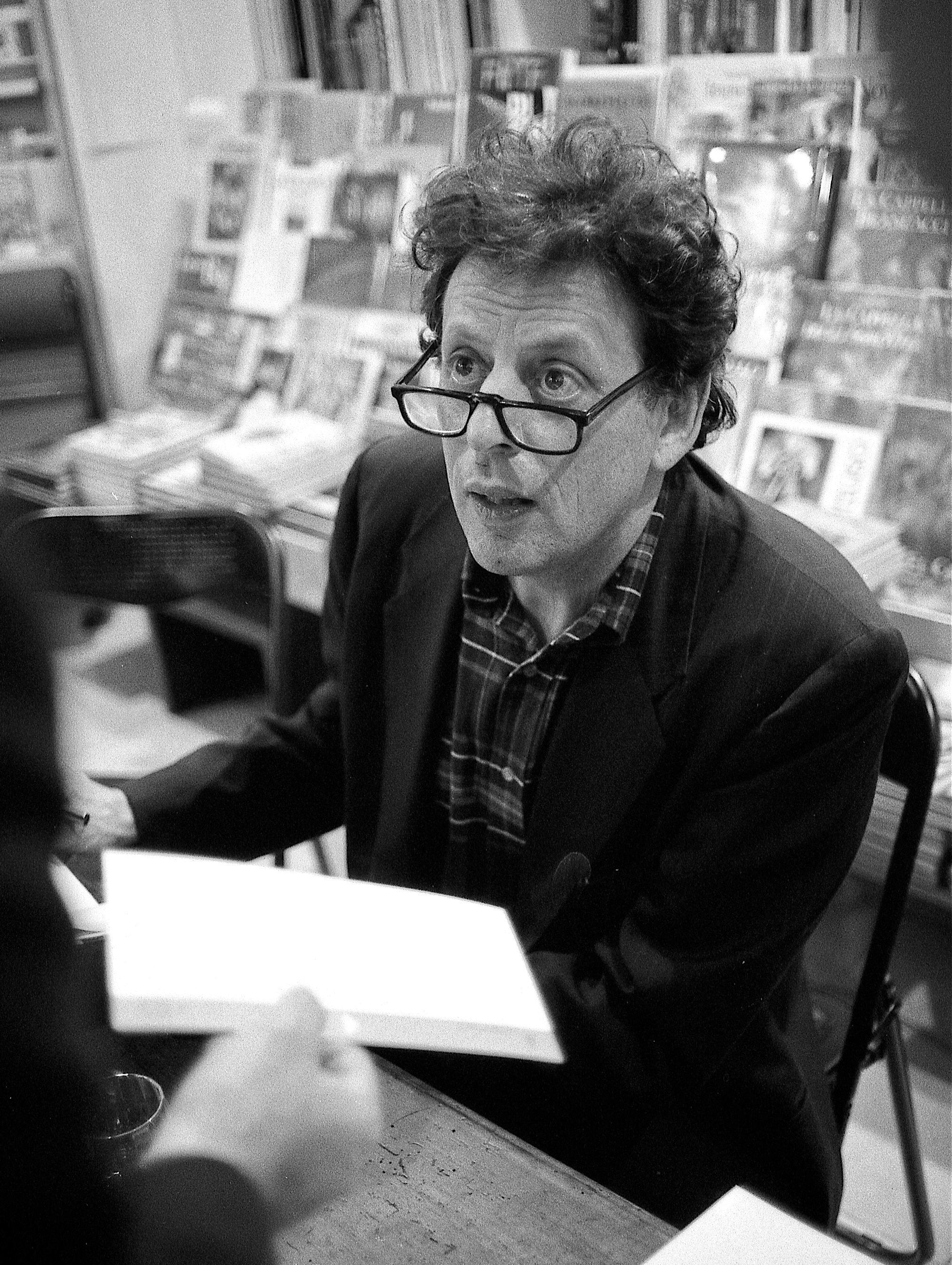
Philip Glass

The Voyage är en amerikansk opera i prolog, tre akter och epilog med musik av Philip Glass och libretto av David Henry Hwang.

## Historia
The Voyage var ett beställningsverk av Metropolitan Opera House i New York för att högtidlighålla 500-årsjubileet av Christofer Columbus ankomst till Amerika år 1492. David Henry Hwangs libretto är mer en allegori om resor och utforskning av sinnet och fantasin än en hyllning till geografiska upptäckter. Operan tar även upp den ofrånkomliga rubbningen som uppstår när olika kulturer krockar med varandra. Operan hade premiär den 12 oktober 1992 (på dagen 500 år sedan Columbus nådde Amerikas kust). 

## Personer
- Columbus (basbaryton)
- Isabella (mezzosopran)
- Vetenskapsman/Förste styrman (tenor)
- Kommendörkapten (sopran)
- Skeppsläkaren/Rymdtvilling 1 (sopran)
- Andre styrman/Rymdtvilling 2 (bas)
- Jordtvilling 1 (mezzosopran)
- Jordtvilling 2 (bas)

## Handling
Prolog
Vetenskapsmannen (en karaktär byggd på Stephen Hawkins) är bunden till sin rullstol men omsluts av stjärnor i sin fantasi.
Akt I
Ett rymdskepp störtar på jorden i förhistorisk tid. Rymdfararna tar var och en med sig en av skeppets färdkristaller och ombeds att föreställa sig tid och plats när de ska söka en ny tillvaro på den nya planeten. I sitt sökande mot detta mål förnimmer särskilt kommendörkaptenen en sensuell framtid bland "de infödda".
Akt II
1400-talets Spanien. Columbus föräras ett ärorikt farväl på sin resa. Men det visar sig endast pågå i hans fantasi, vilket visar sig när vi plötsligt befinner oss ombord Columbus skepp till havs. Resan har hittills varit förgäves och hoppet börjar tryta bland besättningen. Då syns land vid horisonten.
Akt III 
År 2092. Kristallerna från akt I har hittats av Jordtvillingarna. Då de förs samman sänder de signaler till Rymdtvillingarna. Detta är tecknet att en ny planet är funnen och en ny resa är ska antas.
Epilog
Columbus får besök av Isabellas ande vid sin dödsbädd. Hon ångrar inte sin plundring av den nya kontinenten. Han förskjuter henne och hans bädd svävar upp mot stjärnorna.